# Rhipicentor
Rhipicentor (von altgriech. rhiphis ‚fächerartig‘ und centeo ‚stechen‘) ist eine Gattung der Schildzecken mit zwei Arten: R. bicornis und R. nuttalli, wobei erstere die Typspezies ist. Beide Arten kommen nur in Afrika vor.
Der Rückenschild ist ohne Zeichnung. Die Basis des Capitulums ist sechseckig mit deutlichen seitlichen Fortsätzen. Die Palpen sind kurz. Augen und girlandenartige Hinterrandläppchen (Festons) sind vorhanden. Die Hüfte des ersten Beinpaars ist bei beiden Geschlechtern zweigespalten. Die Hüfte des vierten Beinpaars ist die längste. Die Unterseite weist keine Schilde auf. Männchen gleichen auf der Oberseite der Gattung Rhipicephalus und auf der Unterseite den Buntzecken.